# Amor Fou
Gli Amor Fou sono stati un gruppo musicale indie pop italiano, formatosi nel 2006 a Milano.

## Storia
Gli Amor Fou nascono a fine 2006 quando Alessandro Raina, ex voce dei Giardini di Mirò, incontra Leziero Rescigno, membro dei La Crus. La formazione iniziale del gruppo prevede anche la presenza di Cesare Malfatti (La Crus, The Dining Rooms) e Luca Saporiti (Lagash).
Il 1º ottobre 2007 esce il disco d'esordio, dal titolo La stagione del cannibale (Homesleep Music). Il disco ripercorre la vicenda personale di una coppia di ex amanti separatisi il giorno della strage di piazza Fontana. Il disco è influenzato dal cantautorato italiano e dal pop elettronico. Dall'album verranno estratti due singoli: Il periodo ipotetico e Se un ragazzino appicca il fuoco. Il primo video vede la regia di Pippo Mezzapesa, mentre il secondo è diretto da Lorenzo Vignolo ed è liberamente ispirato al film Teorema di Pier Paolo Pasolini. Viene inoltre proposto un adattamento teatrale del disco in un doppio spettacolo al Piccolo Teatro Campo d'Arte di Roma.
Nei primi mesi del 2009 la band cambia formazione, infatti Saporiti e Malfatti abbandonano il gruppo e vengono sostituiti da Giuliano Dottori (che però suonava già con la band sin dal primo concerto del tour della Stagione del Cannibale) alle chitarre e Paolo Perego al basso.
Nel giugno 2009 esce Filemone e Bauci, un EP autoprodotto di tre brani con riferimenti, oltre che alla mitologia (la leggenda di Filemone e Bauci del titolo ad esempio) e alla canzone d'autore, anche alle colonne sonore cinematografiche (J. Barry, Piccioni, Morricone) e contiene una cover de L'ultima occasione di Mina.
Il 4 maggio 2010 esce per EMI il secondo album, dal titolo I moralisti. Raina è autore di gran parte dei brani del disco e riscuote buone critiche. Il disco cita dieci personaggi del mondo della cronaca e dell'attualità degli anni dal 1950 al 1980, mediante uno stile ispirato al Neorealismo.
Nella settimana di esordio il disco si colloca al 50º posto della classifica ufficiale FIMI.
Il primo singolo estratto da quest'album, De Pedis, ispirato al boss della banda della Magliana Enrico De Pedis, in giugno è al centro di una polemica giornalistica.
A ottobre 2010, I moralisti è fra i finalisti al Premio Tenco nella categoria "Album dell'anno". Il premio verrà in seguito assegnato a Carmen Consoli e gli Amor Fou si piazzano al terzo posto. L'11 novembre 2010 il gruppo viene invitato ad esibirsi al Teatro Ariston in occasione della cerimonia di premiazione.
Il 9 novembre 2010 esce la compilation La leva cantautorale degli anni zero in cui è presente anche un brano degli Amor Fou, Il ticinese, contenuto nell'EP Filemone e Bauci. Nel gennaio 2011 viene pubblicato un secondo estratto dall'album, Le promesse, il cui video è diretto da Adriano Valerio. Il 24 febbraio dello stesso anno viene pubblicato il video di Dolmen, sempre dall'album I moralisti, che utilizza le immagini del film Milano Nera del 1961.
Alla fine del 2011 iniziano le registrazioni del terzo album in studio alle quali collabora anche Alessandro Baronciani degli Altro. L'album, dal titolo Cento giorni da oggi, viene pubblicato il 15 maggio 2012. Il 20 aprile viene pubblicato Alì, primo singolo estratto dal nuovo disco.
Nel mese di giugno 2012 parte la tournée estiva. Il gruppo si presenta in concerto con un membro aggiunto: Michele Marchetti (STR△), tastierista, dj, remixer. Nel dicembre 2012, dopo il concerto di Ravenna, il frontman Alessandro Raina dichiara che la band si ferma per un tempo indeterminato, stop imposto da alcuni problemi economici..
Il gruppo si è riunito, nella sua formazione originale, nel 2017, riprendendo l'attività dal vivo.

## Formazione
- Alessandro Raina - voce, chitarra (2006-2012)
- Leziero Rescigno - batteria, tastiere (2006-2012)
- Giuliano Dottori - chitarra (2008-2012)
- Paolo Perego - basso, chitarra (2009-2012)

### Dal vivo
- Michele Marchetti - tastiere (2012)

### Ex componenti
- Cesare Malfatti - chitarra (2006-2008)
- Luca Saporiti - basso (2006-2008)

## Discografia

### Album in studio
- 2007 - La stagione del cannibale (Homesleep Music)
- 2010 - I moralisti (EMI)
- 2012 - Cento giorni da oggi (Universal)

### EP
- 2009 - Filemone e Bauci (autoprodotto)

### Singoli
- 2007 - Il periodo ipotetico
- 2007 - Se un ragazzino appicca il fuoco
- 2010 - De Pedis
- 2011 - Le promesse
- 2011 - Dolmen
- 2012 - Alì
- 2012 - I 400 colpi

### Compilation
- 2010 - Il ticinese in La leva cantautorale degli anni zero (Ala Bianca)
- 2012 - Come mai (Pregando per un synth) feat. AntiteQ in Con due deca - La prima compilation di cover degli 883 (Rockit)[13]

## Videografia
- 2007 - Il Periodo Ipotetico (regia di Pippo Mezzapesa)
- 2008 - Se un ragazzino appicca il fuoco (regia di Lorenzo Vignolo)
- 2010 - De Pedis
- 2011 - Le promesse (regia di Adriano Valerio)
- 2011 - Dolmen (regia di Paolo Santagostino)
- 2012 - Alì (regia di Marco Proserpio e Jacopo Farina per Sterven Jonger)
- 2012 - I 400 colpi (regia di Marco Proserpio e Jacopo Farina per Sterven Jonger)